# Zalama
Zalama es la montaña más elevada de los montes de Ordunte. Tiene 1343 m de altitud y es fronterizo entre las provincias de Vizcaya y Burgos; separa los municipios de Carranza (Vizcaya) y Villasana de Mena (Burgos).
A escasos metros de la cima hay un monolito de piedra donde se puede leer: «Merindad de Montija, año 1886». En este punto convergen las fronteras de tres provincias: Vizcaya, Burgos y Cantabria. También próxima a la cima se desarrolla una comunidad vegetal peculiar y muy escasa hoy día, la turbera, una comunidad de musgos y hepáticas que se arraiga sobre un suelo casi siempre encharcado.
En la cara N de la montaña hay un gran barranco donde nace el río Calera, que da nombre a la aldea de La Calera del Prado, hoy casi deshabitada. Este arroyo de montaña hace frontera entre Vizcaya y Cantabria, y desemboca en el río Gándara que a su vez desagua en el río Asón. En su cara S se sitúa las aldeas de San Pelayo y Agüera desde donde parte la ruta de ascenso más común a esta montaña, que también puede subirse desde el puerto de Los Tornos situado al W de la misma.
En la cara Este de la cima de Zalama encontramos un enclave único en la geografía vasca, la turbera cobertor de Zalama. Esta turbera ha sido restaurada por la Diputación de Vizcaya y es objeto de diversas investigaciones de carácter internacional. Actualmente, la Universidad de Nottingham Trent está realizando una investigación de este hábitat para entender los procesos de degradación de este entorno y promover su conservación.
- Datos: Q9097437